# Oto
Oto je moško osebno ime.

## Izvor imena
Ime Oto je krajšana oblika imena, ki je izpeljana iz imen: Otmar, Otokar ali Oton.

## Pogostost imena
Po podatkih Statističnega urada Republike Slovenije je bilo na dan 31. decembra 2007 v Sloveniji 443 oseb z imenom Oto. Večina nosilcev tega imena živi v severovzhodni Sloveniji, kjer prevladuje nad različico imena Oton.

## Znane osebe
- Oto Balzar, avstro-ogrski admiral slovenskega rodu
- Oto Bihalji Merin, srbsko-slov. likovni publicist itd.
- Oto Blaznik, nogometaš
- Oto Giacomelli, smučarski skakalec in športni delavec
- Oto Gradišnik, kulturni delavec
- Oto Habsburški (1912-2011), avstrijski prestolonaslednik
- Oto Küzmič, pesnik
- Oto Luthar, zgodovinar, direktor ZRC SAZU
- Oto Martinjak, atlet, alpinist
- Oto Norčič, ekonomist, univ. profesor, predsednik Protestantskega društva P. Trubar
- Oto Pestner, slovenski pevec zabavne glasbe
- Oto Petrovič, psiholog
- Oto Pikalo, tuiristični in politični delavec
- Oto Pungartnik, diplomat
- Oto Pustoslemšek, smučar
- Oto Rimele, rock-kitarist in slikar
- Oto Strakušek, športni strelec
- Oto Vilčnik, sociolog, politični zapornik
- Oto Vrhovnik, saksofonist in pedagog

## Narodi
- Oto Indijanci, severno-ameriško staroselsko pleme